# Lucille Clifton
Lucille Clifton (Geburtsname: Thelma Lucille Sayles) (* 27. Juni 1936 in Depew, Erie County, New York; † 13. Februar 2010 in Baltimore, Maryland) war eine US-amerikanische Schriftstellerin, die 2000 für ihre Anthologie Blessing the Boats: New and Selected Poems  den National Book Award für Lyrik erhielt.

## Biografie
Die Tochter eines Stahlarbeiters studierte zunächst an der Howard University in Washington, D.C. und veröffentlichte 1969 mit Good Times ihren ersten Gedichtband. In der Folgezeit verfasste die Mutter von sechs Kindern neben den Jugendbüchern Some of the Days of Everett Anderson (1970), All Us Come Cross the Water (1973), My Friend Jacob (1980), Everett Anderson's Goodbye (1983) und Three Wishes (1992) auch ihre Memoiren unter dem Titel Generations: A Memoir (1976).
Außerdem veröffentlichte sie zahlreiche weitere Gedichtbände wie Good Times (1969), Good News About the Earth (1972), An Ordinary Woman (1974), Two-Headed Woman (1980), Good Woman: Poems and a Memoir: 1969-1980 (1987), Next: New Poems (1987), Quilting: Poems 1987-1990 (1991) und The Book of Light (1993).
Sie wurde in die Anthologie Daughters of Africa aufgenommen, die 1992 von Margaret Busby in London und New York herausgegeben wurde.
Während ihrer Tätigkeit als Gastschreiberin an der Columbia University zwischen 1995 und 1999 verfasste sie 1999 den Gedichtband Poems Seven, für den sie 2000 den renommierten National Book Award for Poetry verliehen bekam. Daneben war sie als Professorin an der University of California in Santa Cruz tätig. Zuletzt war sie Professorin für Geisteswissenschaft am St. Mary’s College in Maryland. 1999 wurde sie zum Mitglied der American Academy of Arts and Sciences ernannt.

## Nachrufe
- THE BALTIMORE SUN: Lucille Clifton, one-time poet laureate of Md., dies at 73 (14. Februar 2010)
- THE NEW YORKER: Remembering Lucille Clifton (17. Februar 2010)
- THE NEW YORK TIMES: Lucille Clifton, Poet Who Explored Intricacies of Black Lives, Dies at 73 (17. Februar 2010)